# Prefectura de Toyama
La prefectura de Toyama (富山県 Toyama-ken?) está localizada en la región de Chūbu sobre la isla de Honshū en Japón. La capital es la ciudad de Toyama.

## Historia
Históricamente, la prefectura de Toyama formaba la provincia de Etchū. Con la abolición del sistema han en 1871, la provincia pasó a llamarse prefectura de Niikawa. En 1876, la prefectura de Niikawa fue unida a la prefectura de Ishikawa. Pero esta fusión duró hasta 1881, año en el que todo el territorio se renombró como la prefectura de Toyama.
La enfermedad Itai-Itai surgió en Toyama alrededor de 1950.

## Geografía
La prefectura de Toyama bordea la prefectura de Ishikawa al oeste, Niigata al noreste, Nagano al sureste, Gifu al sur y el Mar de Japón al norte.
El 1 de abril de 2012 se estimó que el 30% de la superficie total de la prefectura eran parques naturales.

### Ciudades
- Himi
- Imizu
- Kurobe
- Namerikawa
- Nanto
- Oyabe
- Takaoka
- Tonami
- Toyama (capital)
- Uozu

### Distritos
- Nakaniikawa
  - Funahashi
  - Kamiichi
  - Tateyama
- Shimoniikawa
  - Asahi
  - Nyuzen

## Economía

### Agricultura
En 2014 Toyama contribuyó un 2,5% a la producción japonesa de arroz, haciendo uso de las abundantes fuentes de agua procedentes de Monte Tate. También tiene muchas pesquerías a lo largo de la costa del Mar de Japón.

### Fabricación
Toyama es famosa por su industria farmacéutica, siendo la industria más fabricada en la prefectura; seguida por la fabricación de dispositivos electrónicos (maquinaría, robots industriales etc.) y productos de metal fabricados (aluminio, cobre etc).

### Energía
La presa Kurobe, que se encuentra en el río Kurobe, genera electricidad para la Kansai Electric Power Company.

## Demografía
El 1 de febrero de 2008, la población estimada de la prefectura era de 1.104.239.

## Cultura

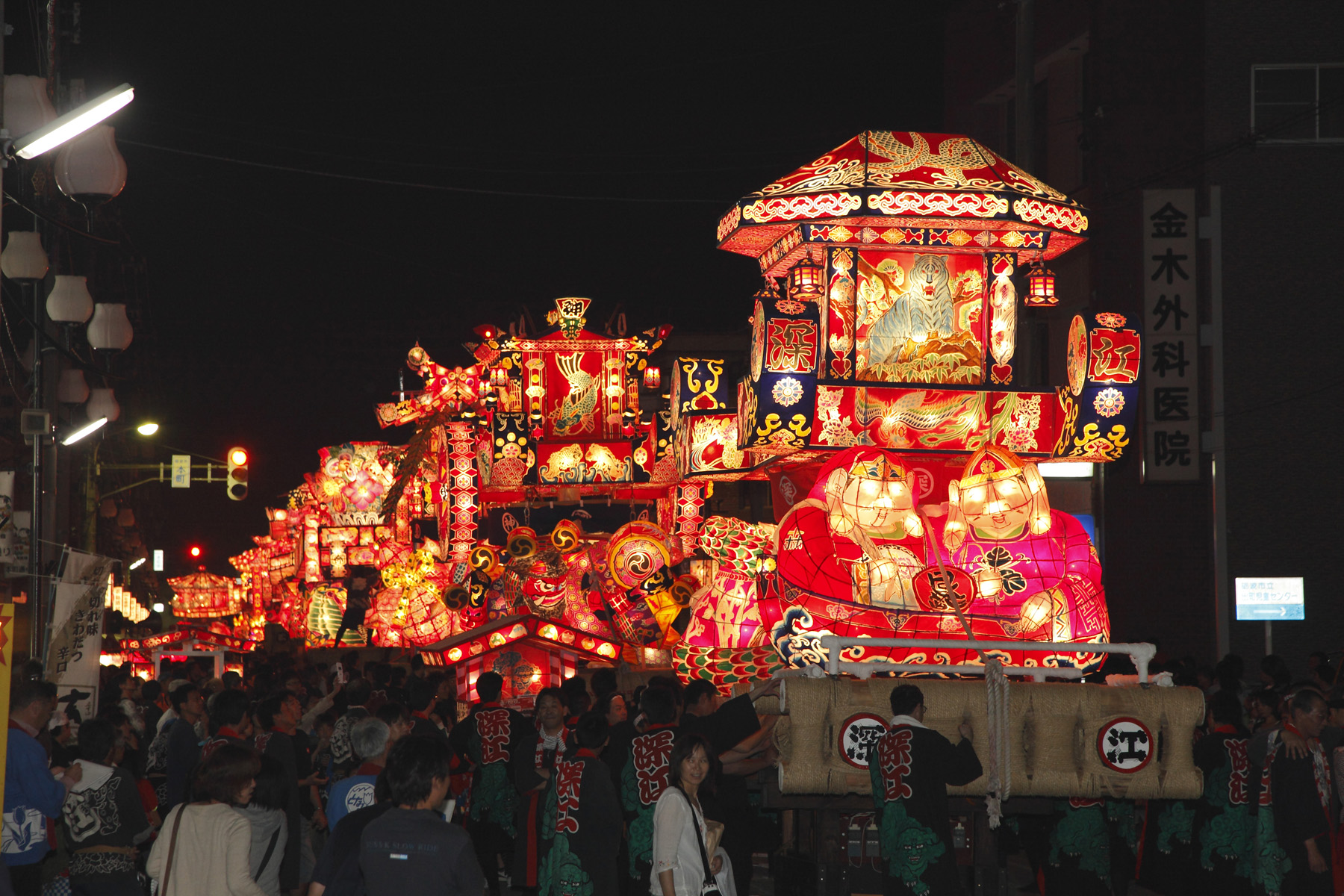
Festival Tonami Yotaka.

Toyama cuenta con la villa histórica Gokayama, nombrada patrimonio de la humanidad por la UNESCO o con el templo Zuiryū-ji, nombrado uno de los Tesoros Nacionales de Japón.
Además, Toyama cuenta con diversos festivales y comidas regionales como el camarón blanco, el sushi de trucha o el calamar luciérnaga.